# Castillo de Santibáñez de Valcorba
El castillo es una torre defensiva que existió en el municipio de Santibañez de Valcorba, provincia de Valladolid, comunidad autónoma de Castilla y León, en España. 
De la primitiva construcción sólo quedan los cimientos que están clasificados [VA-973] y con protección desde el 22-4-1949.

## Orígenes
Los restos de la Casa Fuerte están localizados en el yacimiento de un Castro de la segunda edad de hierro denominado “del Castillo” por lo que se trata de una construcción anterior a la repoblación del siglo XII. Esa primitiva construcción se fue modificando durante la Edad Media ya que se aprecian, aún en los restos de sus murallas, hachas de bloques calizos unidos por cal.
En 1111 la localidad era una población destacable como para figurar en un documento regio de donación de la Reina Urraca I. En este documento se denomina a Santibáñez como Villulam. Las Villulam o Villae eran grandes fincas agrícolas con un régimen económico de autoabastecimiento protegidas por una fortaleza próxima (Castrum) en el que se refugiaban la población en caso de peligro. Además de la fortaleza estaban dotadas de molino, fragua, viviendas, colmenas y corrales. Se trataba de heredades donde vivía la familia del propietario o del capataz (actor o villicus), los colonos y los siervos con sus familias. Este tipo de fincas agrícolas hereditarias, derivan de las villas romanas que existieron en el término de Santibáñez y que siguen existiendo en la zona con ese mismo uso agrícola como El Quiñon, Las Rentas, La Planta, La Fraila, Valcorba, etc. En el documento de donación, la Reina cede tanto las propiedades como "suis antiquis": sus antigüedades, aludiendo patrimonio del pasado existente en 1111. En el 942, en la carta-puebla y fueros de Peñafiel, se menciona expresamente la "Torre de Vallecorva".
La localización de la fortaleza, elevada en un teso dominando el acceso al Valle del arroyo Valcorba, densamente poblado durante toda la Edad Media, confirma un uso defensivo, aunque al ser la población frontera de la comunidad de Villa y Tierra de Cuéllar, pudo mantenerse como puesto aduanero pasado el periodo de repoblación. Además, al tratarse de una zona densamente arbolada, tanto de pinar como de encinas (LIC del Carrascal, Red natura 2000), no se debe descartar un uso para control del territorio. En la localidad y debido a la riqueza forestal, existe una torreta de vigilancia de incendios de la junta de Castilla y León.

## Historia
En 1395, en el testamento de Dª Ioanna Guzmán se cede la casa Fuerte de Santibáñez a Dª Margarida Alfonso. Esta Juana de Guzmán era hija de Pedro Núñez de Guzmán e Inés de Haro y Saldaña, ambos descendientes de Alfonso IX y por tanto de la reina Urraca, primitiva señora de la localidad. Juana Guzmán era esposa de Pedro Ruiz Sarmiento, adelantado mayor de Galicia y mariscal de Castilla. Su hijo Diego Pérez Sarmiento, primo carnal de Alfonso X el sabio, recupera para su linaje la Casa Fuerte de Santibáñez dándole a cambio a Margarita Alfonso 1500 maravedíes anuales de por vida del portazgo de la villa de Palenzuela, además de una propiedad en Valligera, (Burgos), lo que nos habla del interés estratégico que tenía la propiedad. En el documento se menciona asociada a la Casa Fuerte tanto tierras como una aceña o molino que todavía existe en la localidad y de la que se tiene constancia documental desde 1490.
Enrique IV y posteriormente su hermana Isabel de Castilla mandaron destruir muchas de estas Casas Fuertes. Sin embargo, la Casa Fuerte o Torre Fuerte de Santibáñez se mantuvo, ya que en 1628 figura como propiedad en el testamento de Tomas Ortiz de Rozas abogado de la Real Chancillería de Valladolid estando cedida en renta a un tal Francisco del Amo. En el testamento pide ser enterrado con su mujer Felipa de Acebedo en la capilla mayor de la iglesia de San Martín de Valladolid, pero no figuran herederos.
Tras este periodo se produce una ampliación de la iglesia Románico Mudéjar de san Juan de la localidad. Sillares de esta casa fuerte se habrían destinado a la sustitución de la espadaña románica por la actual torre campanario, que efectivamente presenta un marcado aspecto defensivo. Esta transición de militar a religioso también ocurrió en otras poblaciones castellanas como Villaverde de Medina, Almenara de Adaja, Trévajo o Hinojosa de Campo.

## Tradición
Existe la creencia de que en esta fortaleza dio a luz la Reina Urraca sorprendiéndola el parto transitando la zona. Este hecho podría corresponder al parto de la hija nacida fuera del matrimonio, Elvira Pérez de Lara, lo que podría justificar la cesión de la aldea a Pedro Ansúrez y a la colegiata de Santa María con la construcción de su iglesia, lo que supuso un importante desarrollo para la población. En Paradaseca (León) existe una leyenda similar sobre el nacimiento de Fernando Pérez Furtado, hermano de Elvira Pérez. En este caso, habría nacido en un hórreo anexo al antiguo Monasterio de San Cosme. Aquí, la Reina Urraca concedió exenciones del Servicio Armado y privilegios de Nobleza. No existe documentación de los partos de los hijos ilegítimos, si bien la vida itinerante de la corte y las escasas poblaciones al sur del Duero en ese periodo hacen probables estas situaciones.
Una tradición, compartida por todos los pueblos que componen el sexmo del Valcorba, sitúa en el término, o próximo a Aldealbar, a la mítica “Ciudad de la Rosa”. Según la tradición oral designa a un núcleo muy rico y próspero anterior a la Edad Media. Los múltiples yacimientos existentes, incluido sobre el que se levanta la Casa Fuerte, indican una presencia constante de núcleos poblados.

Esta construcción puede estar comunicada con el área de la iglesia donde existió otra parte de la construcción fortificada. Se conocen tramos de este paso donde describen los vecinos la existencia un curso permanente de agua. El Castillo siempre ha sido referencia en la localidad, en donde los pastores realizaban el ajuste por san Pedro de junio y los labradores en el pasado se encomendaban a la imagen de la ermita próxima del humilladero pidiendo agua durante las sequías, “Cristo de los afligidos que me llueva en las mis tierras que las tengo en el Castillo”

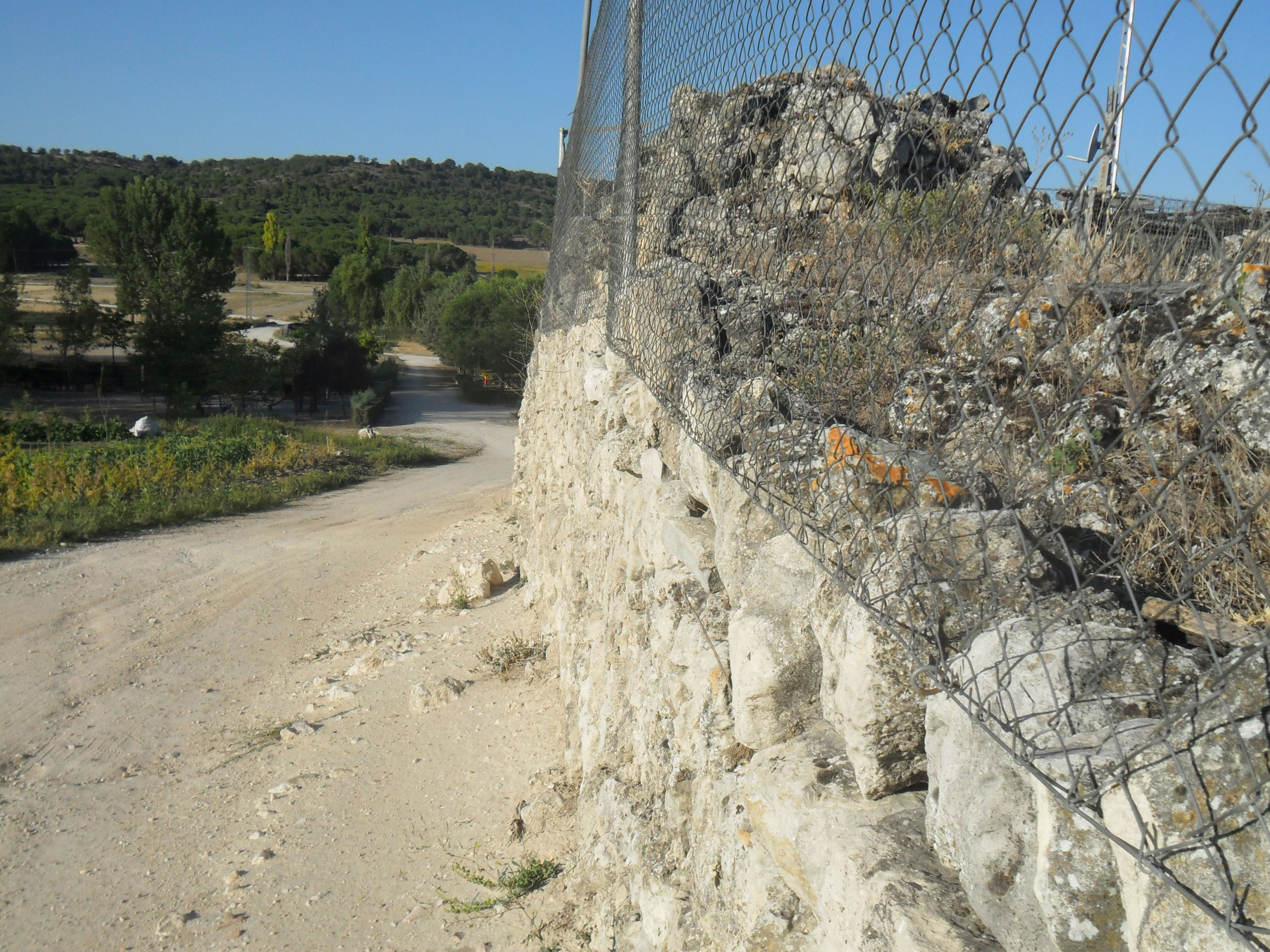
Detalle de los estratos del yacimiento